# Simbácio I da Armênia
Simbácio I (em grego: Συμβάτιος; romaniz.: Symbatios; em armênio/arménio: Սմբատ; romaniz.: Smbat), chamado O Mártir (em armênio/arménio: վկային; romaniz.: Vkayin) (850 — 912) foi um príncipe da Arménia da dinastia Bagratúnio, tendo governado entre 890 e 914. 

## Nome
Simbácio (Symbatius) é a forma latina do armênio Sembate (Սմբատ, Smbat), que embora se saiba ter uma origem iraniana, não se conhece seu significado. Foi registrado em grego com Simbácio (Συμβάτιος, Symbátios), em persa novo como Sunfade (سانپاد, Sunfād) e Simbá / Simbade (سندباد, Sinbād). A tradição armênia preservada em Moisés de Corene atribuiu a origem do nome a Xambate (Շամբաթ, Šambatʻ), um suposto hebreu ativo nos tempos do mítico Valarsaces I.

## Vida
Simbácio foi antecedido no governo por Asócio I da Arménia após um período de trono vago que se estendeu de 785 a 806. Foi sucedido pelo governo de Asócio II da Arménia.